# مقاطعة برونزويك (فيرجينيا)
 مقاطعة برونزويك  (بالإنجليزية:  Brunswick County)‏ هي إحدى المقاطعات في ولاية فيرجينيا في الولايات المتحدة الأمريكية.

## أعلام
- جورج واشنطن أوين
- ديفيد ووكر
- أرون براون
- دون بيشوب
- ويليام إي. ستارك